# 大栗安の棚田
大栗安の棚田（おおぐりやすのたなだ）は、静岡県浜松市天竜区大栗安にある棚田。「日本の棚田百選」「つなぐ棚田遺産」「静岡県棚田等十選」に選出されている。

## 地理
浜松市の市街地中心部から北へ35kmの標高450mの急峻な山間部にある。水は背後の神明山からの渓流を一旦溜池に引き込んで水源としている。規模は、総面積8.6ha、棚田の枚数は481枚ある。この棚田の特徴は、平均標高が425mと静岡県内の棚田の中では最も標高が高く、山並みを背景にした棚田の景観である。

## 歴史
始まりは江戸時代と言われている。農業者の高齢化や人手不足などにより棚田は荒廃が進んでいたが、現在は2000年に地域住民で大栗安棚田倶楽部を組織し、ボランティアなどで保全活動を行っている。毎年11月に「棚田ウォーキング」を開催している。

## 交通アクセス
- 車で
  - 東名高速道路の浜松ICより72分
- バスで
  - 浜松市自主運行バス・阿多古線くんま水車の里方面行き「西鹿島駅」より「新切」下車で徒歩30分

## 近在の観光スポット
- 道の駅くんま水車の里
- 檜曽礼（ひのきぞれ）の棚田